# کیاراواله، مارکه
کیاراواله (به ایتالیایی: Chiaravalle) یک کومونه (شهرداری) در استان آنکونا در ناحیه مارکه ایتالیا است که در حدود ۱۵ کیلومتری غرب آنکونا واقع شده است. تا ۳۱ دسامبر ۲۰۰۴، جمعیت آن ۱۴۳۹۷ نفر و مساحت آن ۱۷٫۴ کیلومتر مربع بوده است.
شهرداری کیاراواله شامل فراتسیونه (frazione) بخش (فرعی) گرانچِتا (Grancetta) است.
کیاراواله با شهرداری‌های زیر هم‌مرز است: کامراتا پیچنا، فالکونارا ماریتیما، ایسی (شهر)، مونته سن ویتو، مونته‌مارسیانو.